# Obusier de 520 modèle 1916

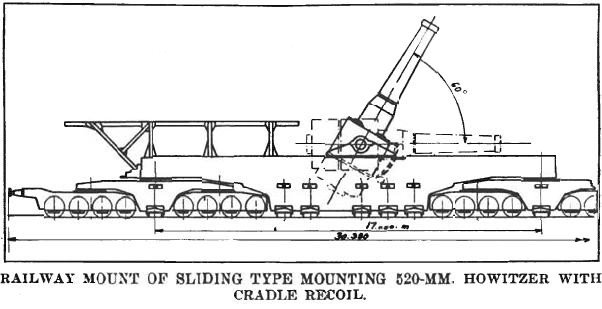
Schnittzeichnung

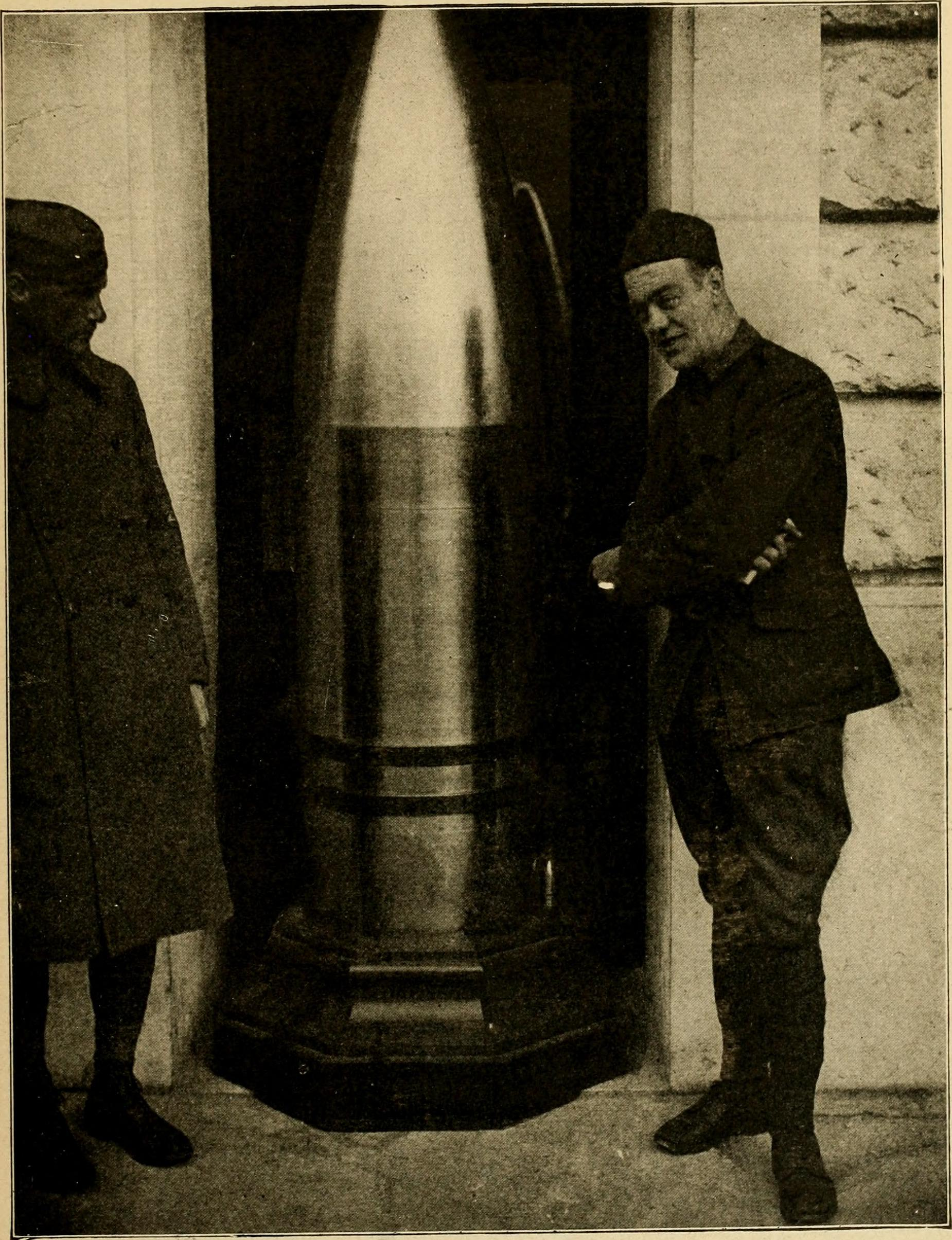
Die Granate

Die Obusier de 520 modèle 1916 (deutsch 520-mm-Haubitze Modell 1916) war ein überschweres Eisenbahngeschütz der französischen Artillerie im Ersten Weltkrieg, dessen Einsatzbereitschaft jedoch nicht vor dem Kriegsende hergestellt werden konnte. Eines der Geschütze fiel bereits auf dem Testgelände durch einen Rohrkrepierer aus, das zweite wurde 1940 nach dem Westfeldzug von der deutschen Wehrmacht erbeutet und bei der Belagerung von Leningrad eingesetzt. Auch dieses Geschütz wurde durch einen Rohrkrepierer zerstört.

## Beschreibung
Die Haubitzen wurden im Jahre 1916 bei der Firma Schneider et Cie bestellt, aber die Entwicklung verzögerte sich, und so konnte das erste Geschütz erst Ende 1917 ausgeliefert werden. Als Transport- und Lafettenwagen diente ein zweiteiliges Drehgestell mit je acht Achsen. Der enorme Rückstoß wurde durch ein kombiniertes Hydrauliksystem mit Hilfe der Rohrwiege und eines Bremsschlittens aufgefangen. Unter dem Lafettenwagen waren eine Anzahl Stützen angebracht, die unter Druck auf die Schienen gepresst wurden, um durch die Reibung so den hier trotz der hydraulischen Bremsen in der Rohrwiege noch ankommenden Rückstoß aufzufangen. Trotz dieser Maßnahme bewegte sich das Geschütz immer noch um einen Meter zurück. Nach dem Schuss wurden die Stützen angehoben und der Lafettenwagen wieder in seine Feuerposition geschoben. Dies erfolgte per Handkurbeln über Zahnräder oder mit einem Elektromotor. Geladen werden konnte das Geschütz nur im Höhenrichtbereich 0° (also bei waagrechtem Rohr), und es musste danach wieder in die geforderte Position angehoben werden. Ein System mit einem Laufkran hinter dem Verschluss ermöglichte das Einführen der zwischen 1370 kg und 1654 kg schweren Granate in den Verschluss. Die Höhenrichtmaschine und auch die Munitionszuführung wurden elektrisch betrieben. Den Strom erzeugte ein Generatorwagen, der über ein etwa 10 Meter langes Kabel mit dem Geschütz verbunden war.

## Einsätze
Das erste Geschütz wurde im Juli 1918 beim Probeschießen auf dem Artillerieschießgelände in Quiberon durch einen Rohrkrepierer zerstört.
Das zweite Geschütz wurde noch 1918 ausgeliefert, aber die Einsatzbereitschaft war zum Kriegsende noch nicht hergestellt. Es wurde dann eingelagert und war nicht im Mobilisierungsplan berücksichtigt, sodass es nach dem Kriegsbeginn 1940 zum Einsatz erst hätte aktiviert und überholt werden müssen. Die Wehrmacht erbeutete es in der Fabrik von Schneider et Cie, ohne dass es einen Schuss im Gefecht abgegeben hatte.
Von der Wehrmacht wurde es als „52 cm Haubitze (E) 871(f)“ in Dienst gestellt und der „Eisenbahn-Artilleriebatterie 686“ zugeteilt. Bei Beginn des Unternehmens Barbarossa war es nicht beteiligt. Am 21. November 1941 erreichte es die Außenbezirke von Leningrad. Am 5. Januar 1942 wurde die Haubitze durch einen Rohrkrepierer zerstört. Das aufgegebene Wrack fiel 1943 während der Operation Iskra den Sowjets in die Hände.